# Ardenna bulleri
La pardela dorsigrís o fardela de dorso gris (Ardenna bulleri) es una especie de ave procelariforme de la familia Procellariidae que habita en el océano Pacífico. Miembro del grupo Thyellodroma, es una de las pardelas más grandes del género propuesto Ardenna y conforma una superespecie con la pardela pacífica ("P." pacificus).

## Descripción

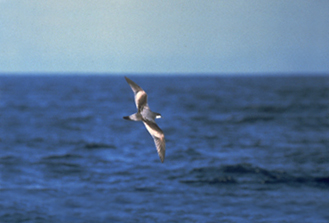
Ave migratoria cerca de las costas de California, Estados Unidos.

Las aves adultas miden entre 46 y 47 centímetros de largo y de 97 a 99 con las alas extendidas; además, pesan entre 342 y 425 gramos. Su parte superior es de color gris azulado. Tienen una línea negra que va desde las plumas rémiges terciarias a las cobertoras primarias. Las rémiges primarias también son negras; las dos zonas de este color, sin embargo, no se juntan, sino que se separan por una serie de plumas grises que parecen blancas cuando se las expone a una luz brillante. Cuando el ave vuela hacia arriba, el patrón de colores se asemeja a una "M" negra rota, con zonas intermedias de color gris.
Las partes bajas son de color blanco; en la cabeza, el gris llega hasta la altura de los ojos, con mejillas blancas. Las plumas de la cola también son oscuras y forman una palanca; el pico y el iris son negros. Los pichones tienen el mismo color que los adultos y al nacer ya están cubiertos de plumones.
Comparada con otras fardelas, esta especie suele ser fácil de identificar en el mar por la combinación de su tamaño considerable y el patrón distintivo en forma de M que tiene en vuelo, único en su género y más común en algunos petreles (Pterodroma), los pato-petreles (Pachyptila) y su pariente, el Halobaena caerulea. Estas aves son mucho más pequeñas: miden quizás un tercio menos de alto y con las alas abiertas que la pardela de dorso gris y menos de la mitad en general.

## Zona de distribución
Esta especie es pelágica como las otras pardelas Ardenna; es un ave migratoria transecuatorial cuya zona de distribución abarca la mayor parte del océano Pacífico fuera de la temporada reproductiva. Aunque se han detectado ejemplares en las aguas subárticas, cerca de la costa de Kamchatka y de las islas Aleutianas, no se lo ha visto en el Pacífico subantártico; sin embargo, su ausencia aparente puede deberse simplemente a la falta de oportunidades para estudiaro en la vasta región sin islas que se encuentra al sur del triángulo polinésico. Es muy común cerca de la costa occidental de los Estados Unidos durante finales del verano y principios del otoño, y por lo general se lo puede observar cerca de tierra a lo largo de las costas templadas y tropicales del continente americano. Su ausencia general de la mayor parte de Melanesia y el oeste de Micronesia, donde existen numerosas poblaciones de seres humanos y donde hay un tráfico marítimo considerable, probablemente sea genuina; se han registrado ejemplares aislados en las islas Marianas, Palaos, Yap y al oeste y sudoeste de las islas Marshall. En una ocasión, se registró un ejemplar de fardela de dorso gris en el océano Atlántico, cerca de las costas de Nueva Jersey, en los Estados Unidos.

## Alimentación y reproducción
La fardela de dorso gris se alimenta principalmente de pescado, calamar y crustáceos tales como el kril Nyctiphanes australis. En ocasiones, sigue a los barcos pesqueros y forma bandadas de aves pesqueras con otras especies insectívoras. Por lo general, captura a sus presas debajo de la superficie del agua, ya sea solo con el pico (sin volar) o sumergiendo brevemente la cabeza entera, por lo general durante el nado. No vuela o nada muy a menudo ni tampoco se aleja demasiado de la superficie del agua.
Es un ave que vive en colonias y se repdroduce principalmente en Tawhiti Rahi y Aorangi, las islas más grandes del archipiélago Poor Knights, cerca de la costa norte de Nueva Zelanda. Esta especie anida en madrigueras, huecos de rocas o debajo de las raíces de los árboles, por lo general en bosques con vegetación densa; sin embargo, también puede anidar en grietas de rocas o en acantilados sin árboles. La mayoría de las otras colonias, en las islas más pequeñas del archipiélago, entre las islas más grandes y cerca de la costa sudeste de Aorangi, comparten las mismas costumbres. Se registró una pareja reproductora en las islas Simmonds en 1980, pero parece haberse tratado de un caso aislado.
La temporada de reproducción comienza en octubre y dura casi medio año. La hembra deposita un único huevo en el nido y ambos padres se turnan para incubarlo y alimentarlo cada cuatro días durante aproximadamente 51 días. No se sabe con certeza cuándo están listos para volar los pichones, pero si se toma en consideración el tiempo de las especies relacionadas con la pardela de dorso gris se calcula en cien días.

## Amenazas
En el pasado, esta ave se usaba como alimento para el pueblo maorí, y en Aorangi sufrió los ataques masivos de los jabalíes. Su población había decrecido a solo 100 o 200 parejas en Aorangi a finales de la década de 1930. Se retiraron los jabalíes de la isla en 1936, y la población de pardelas se recuperó: a principios de 1980, había nuevamente 200 000 parejas y se estimaba que a finales del siglo XX el número se aproximaría a la capacidad de carga. Sin embargo, las colonias de Tawhiti Rahi y las de las islas más pequeñas en todo momento podrían haber suministrado ejemplares para repoblar la isla principal, pero nunca se consideró que la pardela de dorso gris estaba en peligro de extinción en el futuro próximo. En realidad, es un ave con muchos ejemplares y tiene una población mundial de 2,5 millones de aves, pero no se sabe si se reproduce en alguna isla mayor fuera de la zona del archipiélago Poor Knights y por lo tanto está clasificada como vulnerable por el IUCN: una catástrofe en la zona podría extinguir la especie.

## Lectura complementaria
- Harrison, Peter (1983): Seabirds: An Identification Guide. Croon Helm, Beckenham. ISBN 0-7099-1207-2
- National Geographic Society (2002): Field Guide to the Birds of North America. National Geographic, Washington D. C. ISBN 0-7922-6877-6